# He Who Chases After the Wind
Pour plus de détails, voir Fiche technique et Distribution.
He Who Chases After the Wind (捕風漢子, Bo fung hon ji, litt. « Le Héros qui verse des larmes chaudes ») est un film dramatique hongkongais écrit et réalisé par Lai Kin-kwok et sorti en 1988 à Hong Kong.
C'est le premier film de Stephen Chow au cinéma.
Il totalise 3 149 395 HK$ de recettes au box-office.

## Synopsis
Une histoire d'amour sur fond de traque d'un tueur fou.

## Fiche technique
- Titre original : 捕風漢子
- Titre international : He Who Chases After the Wind
- Réalisation : Lai Kin-kwok
- Scénario : Lai Kin-kwok
- Photographie : Tsang Che-chung
- Montage : Chow Shui-yuen
- Production : Lo Kwok-jim
- Société de production : Diamond Cast Films
- Pays de production :  Hong Kong
- Langue originale : cantonais
- Format : couleur
- Genre : drame
- Durée : 90 minutes
- Date de sortie :
  - Hong Kong : 21 avril 1988

## Distribution
- Alex Man (en)
- Elizabeth Lee (zh)
- Stephen Chow
- Carrie Ng
- Shing Fui-on
- Tang Ho-kwong